# Géréon de Cologne
Géréon de Cologne qui a peut-être été un soldat, est un saint martyr du IIIe siècle, mort par décapitation à Saint-Maurice (Suisse). Avec ses compagnons martyrs de la légion thébaine, il est liturgiquement commémoré le 10 octobre (fête régionale).

## Tradition et légende
Selon une tradition qui est peut-être légendaire, Géréon fut un soldat de la Légion thébaine. Grégoire de Tours, écrivant au VIe siècle, a déclaré que Géréon et ses compagnons formaient un détachement de cinquante hommes de la légion thébaine qui furent massacrés à Agaune (aujourd’hui Saint-Maurice en Valais en Suisse ) par ordre de l'empereur Maximien Hercule pour avoir refusé de sacrifier aux dieux païens en vue d’obtenir la victoire dans la bataille. Les noms de certains de ses compagnons seraient : Cassius, Gregorius Maurus, Florentius, Innocentius (Innocent), Constantin, et Victor.
Bède le vénérable mentionne leur fête comme incluse dans le calendrier liturgique de Sarum (Salisbury), ainsi que dans ceux des abbayes de Barking et Durham. Des traditions médiévales ultérieures augmentent le nombre des compagnons de Géréon à 290 ou même 319. Norbert de Xanten est dit avoir découvert, grâce à une vision, l'endroit à Cologne où les reliques de sainte Ursule avec ses compagnes, de saint Géréon, et d'autres martyrs étaient cachées.
Le soldat Géréon est devenu un saint populaire et est souvent représenté dans l'iconographie hagiographique comme soldat romain ou chevalier médiéval. Comme d'autres saints martyrs morts décapités, Géréon est invoqué par ceux qui souffrent de migraines. Hélinand de Froidmont mentionne saint Géréon avec d'autres dans son martyrium des martyrs de la légion thébaine.

## Vénération et souvenir
- Une des douze basiliques romanes de la ville de Cologne, l’imposante basilique Saint-Géréon lui est dédiée, car les reliques du saint y sont préservées.
- Un triptyque du XVe siècle, œuvre de Stefan Lochner, le représente, sur un panneau latéral, en chevalier médiéval accompagné de soldats de la légion thébaine. Le Retable des saints patrons de Cologne se trouve dans la cathédrale de la ville.
- Saint-Géréon est une petite ville de Loire-Atlantique en France.
- Saint Géréon est le saint patron de l'église paroissiale de Pfetterhouse ; c'est la seule église en Alsace qui a adopté ce saint. Sa statue est dans une niche au maître autel. En 1902, le curé Joseph Ricklin (1895-1930) fit poser les trois vitraux peints du chœur dédiés à St Géréon, St Antoine et au Cœur de Jésus. Ils sont signés et datés par l’atelier maître verrier Ott de Strasbourg.

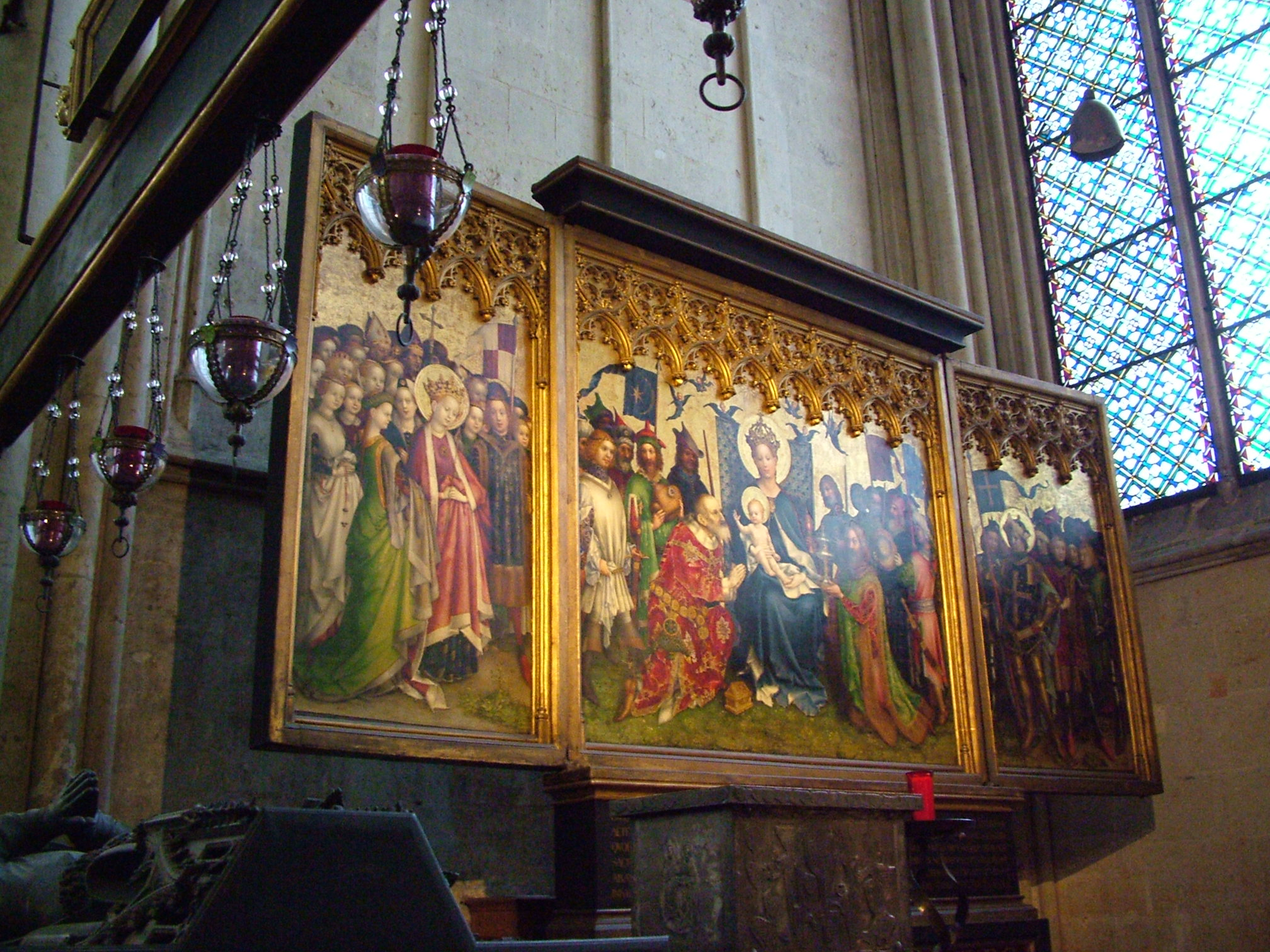
Triptyque des saints patrons de Cologne. À droite, le panneau de Saint-Géréon.
- Les vitraux du chœur de l’Église St Géréon à Pfetterhouse (Haut-Rhin).
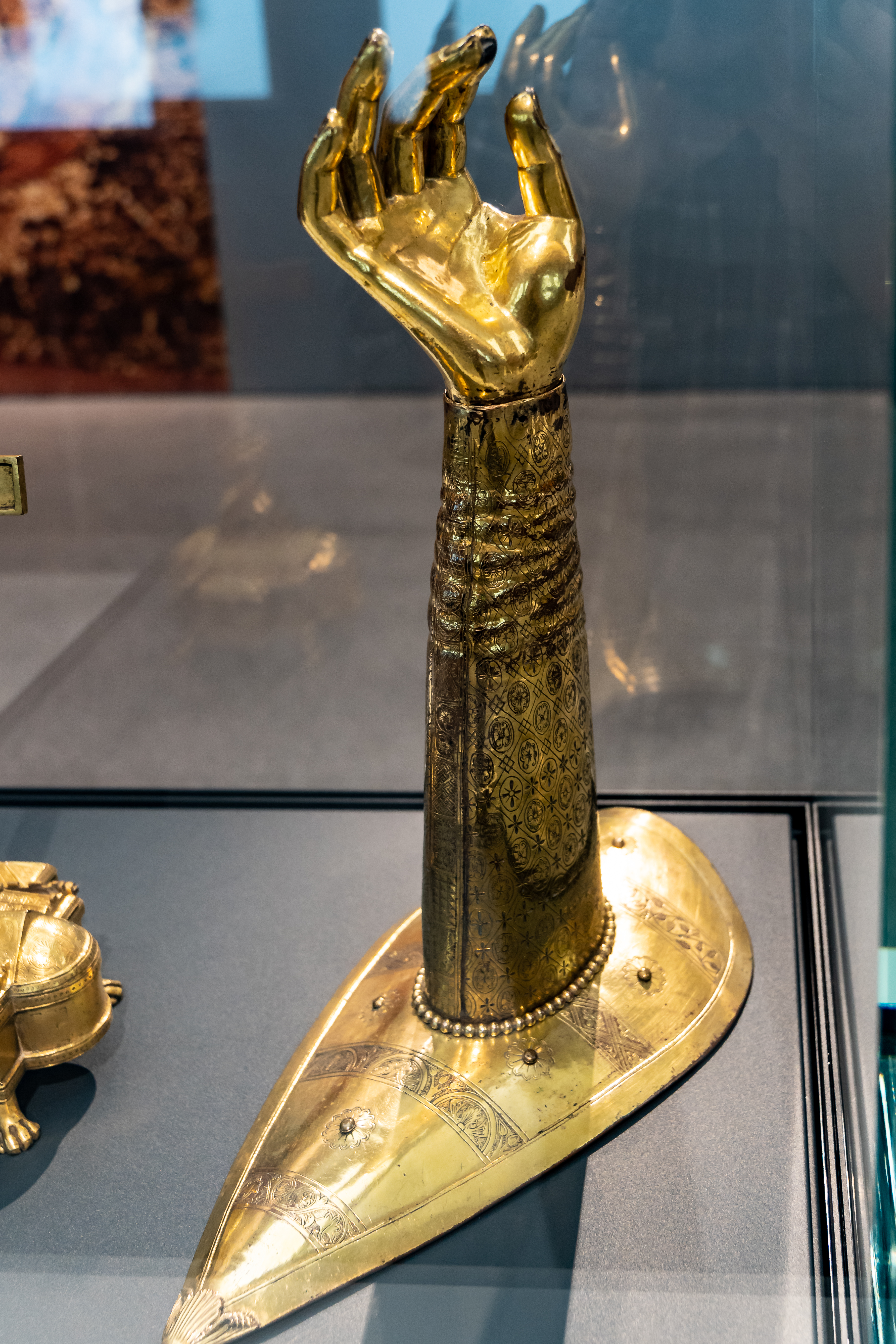
Bras-reliquaire de saint Géréon.